# Consorti dei sovrani di Cipro
Questo è un elenco delle donne e degli uomini che hanno governato Cipro dal Medioevo sino al XV secolo come consorti di Re di Cipro (o di Regine di Cipro).

## Imperatrici e despoteinCipro
I titoli bizantini non avevano alcuna qualifica territoriale, quindi non c'erano imperatori o despoti di Cipro.
 Comneni (1184-1191) 
| Ritratto | Nome   | Padre                              | Nascita   | Matrimonio | Divenne Imperatrice                           | Cessò di essere Imperatrice                                                 | Morte          | Consorti       |
| -------- | ------ | ---------------------------------- | --------- | ---------- | --------------------------------------------- | --------------------------------------------------------------------------- | -------------- | -------------- |
|          | ignota | Teodoro II d'Armenia (Rupenidi)    | 1150–1164 | 1175/76    | 1184 divenne Despota 1185 divenne Imperatrice | prima del 1185                                                              | prima del 1185 | Isacco Comneno |
|          | ignota | Guglielmo I di Sicilia (Altavilla) | -         | 1185/86    | 1185/86                                       | 1 giugno 1191 deposizione del consorte da parte di Riccardo I d'Inghilterra | -              | Isacco Comneno |

## Consorti dei sovrani di Cipro
Casa di Lusignano (1192-1489) 
| Ritratto | Nome                              | Padre                                               | Nascita                       | Matrimonio                                  | Divenne consorte                     | Cessò di essere consorte | Morte                     | Consorti    |
| -------- | --------------------------------- | --------------------------------------------------- | ----------------------------- | ------------------------------------------- | ------------------------------------ | --- | ------------------------- | ----------- |
|          | Eschiva d'Ibelin                  | Baldovino d'Ibelin (Ibelin)                         | 1160                          | prima del 29 ottobre 1175                   | 18 luglio 1194 ascesa del consorte   | inverno 1196–1197 | inverno 1196–1197         | Amalrico I  |
|          | Isabella di Gerusalemme           | Amalrico I di Gerusalemme (Angiò)                   | 1172                          | gennaio 1198                                | gennaio 1198                         | 1 aprile 1205 morte del consorte | 5 aprile 1205             | Amalrico I  |
|          | Alice di Champagne                | Enrico II di Champagne (Blois)                      | 1195/1196                     | prima del settembre 1210                    | prima del settembre 1210             | 10 gennaio 1218 morte del consorte | 1246                      | Ugo I       |
|          | Alice di Monferrato               | Guglielmo VI del Monferrato (Aleramici)             | 1210/1215                     | maggio 1229                                 | maggio 1229                          | dicembre 1232-maggio 1233 | dicembre 1232-maggio 1233 | Enrico I    |
|          | Stefania di Barbaron              | Costantino de Lampron (Lampron)                     | 1220/1225                     | prima del 17 novembre 1237                  | prima del 17 novembre 1237           | 1 aprile/settembre 1249 | 1 aprile/settembre 1249   | Enrico I    |
|          | Piacenza di Antiochia             | Boemondo V di Antiochia (Ramnulfidi)                | 1235–1238                     | settembre 1250                              | settembre 1250                       | 10 gennaio 1253 morte del consorte | 27/22 settembre 1261      | Enrico I    |
|          | Isabella di Beirut                | Giovanni II di Beirut (Ibelin)                      | 1252                          | 12 maggio 1265                              | 12 maggio 1265                       | 5 dicembre 1267 morte del consorte | prima del 1283            | Ugo II      |
|          | Isabella d'Ibelin                 | Guido d'Ibelin (Ibelin)                             | 1241/42                       | dopo il 23 gennaio 1255                     | 5 dicembre 1267 ascesa del consorte  | 24 marzo 1284 morte del consorte | 2 giugno 1324             | Ugo III     |
|          | Costanza d'Aragona                | Federico III di Sicilia (Barcellona)                | 1307                          | 16 ottobre 1317                             | 16 ottobre 1317                      | 31 agosto 1324 morte del consorte | dopo il 19 giugno 1344    | Enrico II   |
|          | Alice d'Ibelin                    | Guido di Nicosia (Ibelin)                           | 1304/06                       | 18 giugno 1318 (data della dispensa papale) | 31 marzo 1324 ascesa del consorte    | 24 novembre 1358 abdicazione del consorte                                                                                                | dopo il 6 agosto 1386     | Ugo IV      |
|          | Eleonora d'Aragona                | Pietro IV di Ribagorza (Barcellona)                 | 1333                          | settembre 1353                              | 24 novembre 1358 ascesa del consorte | 17 gennaio 1369 assassinio del consorte                                                                                                  | 26 dicembre 1416          | Pietro I    |
|          | Valentina Visconti                | Bernabò Visconti (Visconti)                         | 1360/1362                     | luglio/agosto 1378                          | luglio/agosto 1378                   | 13 ottobre 1382 morte del marito | prima del settembre 1393  | Pietro II   |
|          | Helvis di Brunswick-Grubenhagen   | Filippo di Brunswick-Grubenhagen (Welfen)           | 1353                          | 1 maggio 1365                               | 13 ottobre 1382 ascesa del consorte  | 9 settembre 1398 morte del consorte | 15/25 gennaio 1421        | Giacomo I   |
|          | Anglesia Visconti                 | Bernabò Visconti (Visconti)                         | 1377                          | dopo il gennaio 1400                        | dopo il gennaio 1400                 | 1407-1409 divorzio | 12 ottobre 1439           | Giano I     |
|          | Carlotta di Borbone               | Giovanni I di Borbone-La Marche (Borbone-la Marche) | 1388                          | 25 agosto 1411                              | 25 agosto 1411                       | 15 gennaio 1422 | 15 gennaio 1422           | Giano I     |
|          | Amedea Paleologa                  | Giovanni Giacomo del Monferrato (Paleologi)         | 1418/20 o 3 agosto 1429       | 3 luglio 1440                               | 3 luglio 1440                        | 13 settembre 1440 | 13 settembre 1440         | Giovanni II |
|          | Elena Paleologa                   | Teodoro II Paleologo (Paleologi)                    | 3 febbraio 1428               | 3 febbraio 1442                             | 3 febbraio 1442                      | 11 aprile 1458 | 11 aprile 1458            | Giovanni II |
|          | Luigi di Savoia, conte di Ginevra | Ludovico di Savoia (Savoia)                         | 5 giugno 1436 o 1 aprile 1437 | 4 ottobre 1459                              | 4 ottobre 1459                       | 1464 depozione delle consorte | 16 luglio 1482            | Carlotta    |
|          | Caterina Cornaro                  | Marco Corner (Corner)                               | 25 novembre 1454              | dicembre 1472                               | dicembre 1472                        | 10 luglio 1473 morte del consorte; in seguito Reggente per il figlio Giacomo III e dopo la morte di quest'ultimo Regina sovrana di Cipro | 10 luglio 1510            | Giacomo II  |

## Regine consortititolaridi Cipro
Casa di Lusignano (1464-1485) 
| Ritratto | Nome                              | Padre                       | Nascita                       | Matrimonio     | Divenne consorte | Cessò di essere consorte      | Morte          | Consorte |
| -------- | --------------------------------- | --------------------------- | ----------------------------- | -------------- | ---------------- | ----------------------------- | -------------- | -------- |
|          | Luigi di Savoia, conte di Ginevra | Ludovico di Savoia (Savoia) | 5 giugno 1436 o 1 aprile 1437 | 4 ottobre 1459 | 4 ottobre 1459   | 1464 depozione delle consorte | 16 luglio 1482 | Carlotta |

Casa Savoia (1485-1490) 
| Ritratto | Nome                            | Padre                                               | Nascita | Matrimonio    | Divenne consorte | Cessò di essere consorte         | Morte         | Consorte |
| -------- | ------------------------------- | --------------------------------------------------- | ------- | ------------- | ---------------- | -------------------------------- | ------------- | -------- |
|          | Bianca Paleologa del Monferrato | Guglielmo VIII Paleologo del Monferrato (Paleologi) | 1472    | 1 aprile 1485 | 1 aprile 1485    | 13 marzo 1490 morte del consorte | 30 marzo 1519 | Carlo I  |

 Linea di Filippo II di Savoia (1490-attuale) 
Questa linea segue la legge salica di Casa Savoia.
| Ritratto | Nome                                      | Padre                                                              | Nascita           | Matrimonio                                      | Divenne consorte | Cessò di essere consorte               | Morte                | Consorte                    |
| -------- | ----------------------------------------- | ------------------------------------------------------------------ | ----------------- | ----------------------------------------------- | --- | -------------------------------------- | -------------------- | --------------------------- |
|          | Claudina di Brosse                        | Giovanni II di Brosse (Brosse)                                     | 1450              | 11 novembre 1485                                | 16 aprile 1496 ascesa del consorte | 7 novembre 1497 morte del consorte     | 13 ottobre 1513      | Filippo II                  |
|          | Iolanda di Savoia                         | Carlo I di Savoia (Savoia)                                         | 2/11 luglio 1487  | 1496                                            | 7 novembre 1497 ascesa del consorte | 12/13 settembre 1499                   | 12/13 settembre 1499 | Filiberto II                |
|          | Margherita d'Asburgo                      | Massimiliano I del Sacro Romano Impero (Asburgo)                   | 10 gennaio 1480   | 2 dicembre 1501                                 | 2 dicembre 1501 | 10 settembre 1504 morte del consorte   | 1 dicembre 1530      | Filiberto II                |
|          | Beatrice del Portogallo                   | Manuele I del Portogallo (Aviz)                                    | 31 dicembre 1504  | 29 settembre 1521                               | 29 settembre 1521 | 8 gennaio 1538                         | 8 gennaio 1538       | Carlo III                   |
|          | Margherita di Francia                     | Francesco I di Francia (Valois-Angoulême)                          | 5 giugno 1523     | 10 luglio 1559                                  | 10 luglio 1559 | 15 settembre 1574                      | 15 settembre 1574    | Emanuele Filiberto          |
|          | Caterina Michela di Spagna                | Filippo II di Spagna (Asburgo)                                     | 10 ottobre 1567   | 11 marzo 1585                                   | 11 marzo 1585 | 6 novembre 1597                        | 6 novembre 1597      | Carlo Emanuele I            |
|          | Cristina Maria di Francia                 | Enrico IV di Francia (Borbone)                                     | 10 febbraio 1606  | 10 febbraio 1619                                | 26 luglio 1630 ascesa del consorte | 7 ottobre 1637 morte del consorte      | 27 dicembre 1663     | Vittorio Amdeo I            |
|          | Francesca Maddalena d'Orléans             | Gastone d'Orléans (Borbone-Orléans)                                | 13 ottobre 1648   | 4 marzo 1663                                    | 4 marzo 1663 | 14 gennaio 1664                        | 14 gennaio 1664      | Carlo Emanuele II           |
|          | Maria Giovanna Battista di Savoia-Nemours | Carlo Amedeo di Savoia-Nemours (Savoia-Nemours)                    | 11 aprile 1644    | 10 maggio 1665                                  | 10 maggio 1665 | 12 giugno 1675 morte del consorte      | 15 marzo 1724        | Carlo Emanuele II           |
|          | Anna Maria d'Orléans                      | Filippo I d'Orléans (Borbone-Orléans)                              | 27 agosto 1669    | 10 aprile 1684                                  | 10 aprile 1684 | 26 agosto 1728                         | 26 agosto 1728       | Vittorio Amedeo II          |
|          | Polissena d'Assia-Rheinfels-Rotenburg     | Ernesto Leopoldo d'Assia-Rheinfels-Rotenburg (Assia-Rotenburg)     | 21 settembre 1706 | 20 agosto 1724                                  | 3 settembre 1730 ascesa del consorte | 13 gennaio 1735                        | 13 gennaio 1735      | Carlo Emanuele iII          |
|          | Elisabetta Teresa di Lorena               | Leopoldo di Lorena (Lorena)                                        | 15 ottobre 1711   | 1 aprile 1737                                   | 1 aprile 1737 | 3 luglio 1741                          | 3 luglio 1741        | Carlo Emanuele iII          |
|          | Maria Antonietta di Spagna                | Filippo V di Spagna (Borbone-Spagna)                               | 17 novembre 1729  | 31 maggio 1750                                  | 20 febbraio 1773 ascesa del consorte | 19 settembre 1785                      | 19 settembre 1785    | Vittorio Amdeo III          |
|          | Maria Clotilde di Francia                 | Luigi Ferdinando di Francia (Borbone)                              | 23 settembre 1759 | 6 settembre/20 agosto 1775                      | 14 ottobre 1796 ascesa del consorte | 7 marzo 1802                           | 7 marzo 1802         | Carlo Emanuele IV           |
|          | Maria Teresa d'Austria-Este               | Ferdinando d'Austria-Este (Austria-Este)                           | 1 novembre 1773   | 25 aprile 1789                                  | 4 giugno 1802 ascesa del consorte | 12 marzo 1821 morte del consorte       | 29 marzo 1832        | Vittorio Emanuele I         |
|          | Maria Cristina di Borbone-Due Sicilie     | Ferdinando I delle Due Sicilie (Borbone-Due Sicilie)               | 17 gennaio 1779   | 7 marzo 1807                                    | 12 marzo 1821 ascesa del consorte | 27 aprile 1831 morte del consorte      | 11 marzo 1849        | Carlo Felice                |
|          | Maria Teresa d'Asburgo-Lorena             | Ferdinando III di Toscana (Asburgo-Lorena)                         | 21 marzo 1801     | 30 settembre 1817                               | 27 aprile 1831 ascesa del consorte | 23 marzo 1849 morte del consorte       | 12 gennaio 1855      | Carlo Alberto               |
|          | Maria Adelaide d'Asburgo-Lorena           | Ranieri Giuseppe d'Asburgo-Lorena (Asburgo-Lorena)                 | 3 giugno 1822     | 12 aprile 1842                                  | 23 marzo 1849 ascesa del consorte | 20 gennaio 1855                        | 20 gennaio 1855      | Vittorio Emanuele II        |
|          | Margherita di Savoia                      | Ferdinando di Savoia-Genova (Savoia-Genova)                        | 20 novembre 1851  | 21 aprile 1868                                  | 9 gennaio 1878 ascesa del consorte | 29 luglio 1900 morte del consorte      | 4 gennaio 1926       | Umberto I                   |
|          | Elena del Montenegro                      | Nicola I del Montenegro (Milena Vukotić)                           | 8 gennaio 1873    | 24 ottobre 1896                                 | 29 luglio 1900 ascesa del consorte | 9 maggio 1946 abdicazione del consorte | 28 novembre 1952     | Vittorio Emanuele III       |
|          | Maria José del Belgio                     | Alberto I del Belgio (Sassonia-Coburgo-Gotha)                      | 4 agosto 1906     | 8 gennaio 1930                                  | 9 maggio 1946 ascesa del consorte | 18 marzo 1983 morte del consorte       | 27 gennaio 2001      | Umberto II                  |
|          | Marina Ricolfi Doria                      | René Italo Ricolfi Doria (Ricolfi Doria)                           | 12 febbraio 1935  | 7 ottobre 1971 Conteso dalla Duchessa di Aosta. | 7 ottobre 1971 Conteso dalla Duchessa di Aosta. | Attuale                                | -                    | Vittorio Emanuele di Savoia |
|          | Silvia Paternò di Spedalotto              | Vincenzo Paternò di Spedalotto (Paternò Ventimiglia di Spedalotto) | 31 dicembre 1953  | 30 marzo 1987                                   | 7 luglio 2006 il consorte si è proclamato capo di Casa Savoia (disputa dinastica) Conteso dalla Principessa di Napoli.                             | 1 giugno 2021                          | -                    | Amedeo di Savoia-Aosta      |
|          | Olga di Grecia                            | Michele di Grecia (Schleswig-Holstein-Sonderburg-Glücksburg)       | 17 novembre 1971  | 27 settembre 2008                               | 1 giugno 2021 il consorte è succeduto al padre, che si era proclamato capo di Casa Savoia (disputa dinastica) Conteso dalla Principessa di Napoli. | Attuale                                | -                    | Aimone di Savoia            |

 Linea di Iolanda di Savoia (1490-attuale) 
Questa linea segue la legge di primogenitura che era seguita nei regni di Cipro e Gerusalemme, sotto la giurisdizione dell'Alta Corte.
| Ritratto | Nome                                         | Padre                                                               | Nascita           | Matrimonio        | Divenne consorte                      | Cessò di essere consorte               | Morte             | Consorte                  |
| -------- | -------------------------------------------- | ------------------------------------------------------------------- | ----------------- | ----------------- | ------------------------------------- | -------------------------------------- | ----------------- | ------------------------- |
|          | Filiberto II di Savoia                       | Filippo II di Savoia (Savoia)                                       | 10 aprile 1480    | 1496              | 1496                                  | 12 settembre 1499 morte della consorte | 10 settembre 1504 | Iolanda                   |
|          | Guy XVI de Laval                             | Jean de Laval (Laval)                                               | 1 ottobre 1476    | 20 luglio 1500    | 20 luglio 1500                        | 6 ottobre 1506 morte della consorte    | 20 maggio 1531    | Carlotta II               |
|          | François II de La Trémoille                  | Charles I de la Trémoille (La Trémoille)                            | 1505              | 23 gennaio 1521   | 23 gennaio 1521                       | 1541                                   | 1541              | Anne                      |
|          | Jeanne de Montmorency                        | Anne de Montmorency (Montmorency)                                   | 1528              | 29 giugno 1549    | 1554 ascesa del consorte              | 25 marzo 1577 morte del consorte       | 3 ottobre 1596    | Louis III                 |
|          | Carlotta Brabantina di Nassau                | Guglielmo I d'Orange (Montmorency)                                  | 17 settembre 1580 | 11 marzo 1598     | 11 marzo 1598                         | 25 ottobre 1604 morte del consorte     | agosto 1631       | Claude                    |
|          | Marie de La Tour d'Auvergne                  | Enrico de La Tour d'Auvergne (La Tour d'Auvergne)                   | 17 gennaio 1601   | 19 gennaio 1619   | 19 gennaio 1619                       | 24 maggio 1665                         | 24 maggio 1665    | Henri III                 |
|          | Madeleine de Créquy                          | Carlo III di Créquy (Créquy)                                        | 1662              | 3 aprile 1675     | 3 aprile 1675                         | 12 agosto 1707                         | 12 agosto 1707    | Charles Belgique Hollande |
|          | Marie-Madeleine Motier de La Fayette         | Rene-Armand de La Fayette (La Fayette)                              | 1691              | 13 aprile 1706    | 1 giugno 1709 ascesa del consorte     | 1717                                   | 1717              | Charles Armand René       |
|          | Marie Hortense de La Tour d'Auvergne         | Emmanuel Théodose de La Tour d'Auvergne (La Tour d'Auvergne)        | 27 gennaio 1704   | 29 gennaio 1725   | 29 gennaio 1725                       | 23 maggio 1741 morte del consorte      | ?                 | Charles Louis Bretagne    |
|          | Marie-Genevieve de Durfort                   | Guy-Michel de Durfort (Durfort)                                     | 3 febbraio 1735   | 18 febbraio 1751  | 18 febbraio 1751                      | 10 dicembre 1762                       | 10 dicembre 1762  | Jean Bretagne Charles     |
|          | Marie-Maximilienne di Salm-Kyrburg           | Filippo Giuseppe di Salm-Kyrburg (Salm-Kyrburg)                     | 1744              | 27 giugno 1763    | 27 giugno 1763                        | 13 luglio 1790                         | 13 luglio 1790    | Jean Bretagne Charles     |
|          | Louise Emmanuelle de Châtillon               | Louis Gaucher de Châtillon (Châtillon)                              | 3 luglio 1763     | 10 luglio 1781    | 19 maggio 1792 ascesa del consorte    | 4 luglio 1814                          | 4 luglio 1814     | Charles Bretagne Marie    |
|          | Marie Virginie de Saint-Didier               | Antoine de Saint-Didier (Saint-Didier)                              | ?                 | 9 giugno 1817     | 9 giugno 1817                         | 16 gennaio 1829                        | 16 gennaio 1829   | Charles Bretagne Marie    |
|          | Valentine Eugénie Joséphine Walsh de Serrant | Antoine de Walsh-Serrantp (Walsh-Serrant)                           | 7 marzo 1810      | 14 settembre 1830 | 14 settembre 1830                     | 10 novembre 1839 morte del consorte    | 10 settembre 1887 | Charles Bretagne Marie    |
|          | Marguerite-Jeanne Tanneguy-Duchâtel          | Charles Marie Tanneguy-Duchâtel (Tanneguy-Duchâtel)                 | 16 dicembre 1840  | 2 luglio 1862     | 2 luglio 1862                         | 4 luglio 1911 morte del consorte       | 19 settembre 1913 | Louis Charles             |
|          | Hélène Marie Léonie Pillet-Will              | Frédéric Pillet-Will (Pillet-Will)                                  | 27 gennaio 1875   | 1 febbraio 1892   | 4 luglio 1911 ascesa del consorte     | 17 giugno 1921 morte del consorte      | 24 marzo 1964     | Louis Charles Marie       |
|          | Marguerite-Jeanne Tanneguy-Duchâtel          | Charles Marie Tanneguy-Duchâtel (Tanneguy-Duchâtel)                 | 16 dicembre 1840  | 2 luglio 1862     | 2 luglio 1862                         | 4 luglio 1911 morte del consorte       | 19 settembre 1913 | Charles Louis Bretagne    |
|          | Henri Florent Lamoral de Ligne               | Charles Joseph Eugène Henri Georges Lamoral (Ligne)                 | 29 dicembre 1881  | 13 aprile 1910    | 9 dicembre 1933 ascesa della consorte | 15 maggio 1967                         | 15 maggio 1967    | Charlotte III             |
|          | Maria del Rosario de Lambertye-Gerbeviller   | Charles Edmond de Lambertye de Gerbevillers (Lambertye-Gerbeviller) | 14 ottobre 1922   | 11 marzo 1942     | 27 ottobre 1971 ascesa del consorte   | 9 luglio 2005 morte del consorte       |                   | Jean Charles              |
|          | Alyette Isabelle Odile Marie de Croÿ         | Rodolphe de Croÿ (Croÿ)                                             | 13 luglio 1951    | 23 gennaio 1976   | 9 luglio 2005 ascesa del consorte     | Attuale                                |                   | Charles-Antoine           |

 Casa di Brienne (1490-attuale) 
Questa linea di successione segue la legge di primogenitura che era seguita nei regni di Cipro e Gerusalemme, sotto la giurisdizione dell'Alta Corte.